# USS Cabana (DE-260)
USS Cabana (DE-260) là một tàu hộ tống khu trục lớp Evarts được Hải quân Hoa Kỳ chế tạo trong Chiến tranh Thế giới thứ hai. Nó là chiếc tàu chiến duy nhất của Hải quân Mỹ được đặt theo tên thủy thủ Napoleon Joseph Cabana (1911-1941), nhân viên cơ khí thuộc Xưởng hải quân Cavite, Philippines, đã tử trận khi Nhật Bản tấn công căn cứ này vào ngày 12 tháng 12, 1941. Nó đã phục vụ cho đến khi chiến tranh kết thúc, xuất biên chế vào ngày 6 tháng 1, 1946 và xóa đăng bạ vào ngày 21 tháng 1, 1946. Con tàu bị bán để tháo dỡ vào ngày 13 tháng 5, 1947. Cabana được tặng thưởng bảy Ngôi sao Chiến trận do thành tích phục vụ trong Thế Chiến II.

## Thiết kế và chế tạo
Những chiếc thuộc lớp tàu khu trục Evarts có chiều dài chung 289 ft 5 in (88,21 m), mạn tàu rộng 35 ft 1 in (10,69 m) và độ sâu mớn nước khi đầy tải là 8 ft 3 in (2,51 m). Chúng có trọng lượng choán nước tiêu chuẩn 1.140 tấn Anh (1.160 t); và lên đến 1.430 tấn Anh (1.450 t) khi đầy tải. Hệ thống động lực bao gồm bốn động cơ diesel General Motors Kiểu 16-278A nối với bốn máy phát điện để vận hành hai trục chân vịt; công suất 6.000 hp (4.500 kW) cho phép đạt được tốc độ tối đa 21 kn (24 mph; 39 km/h), và có dự trữ hành trình 4.150 nmi (4.780 mi; 7.690 km) khi di chuyển ở vận tốc đường trường 12 kn (14 mph; 22 km/h).
Vũ khí trang bị bao gồm ba pháo 3 in (76 mm)/50 cal trên tháp pháo nòng đơn có thể đối hạm hoặc phòng không, một khẩu đội 1,1 inch/75 caliber bốn nòng và chín pháo phòng không Oerlikon 20 mm. Vũ khí chống ngầm bao gồm một dàn súng cối chống tàu ngầm Hedgehog Mk. 10 (có 24 nòng và mang theo 144 quả đạn); hai đường ray Mk. 9 và tám máy phóng K3 Mk. 6 để thả mìn sâu.
Cabana được đặt lườn tại Xưởng hải quân Boston ở Boston, Massachusetts vào ngày 27 tháng 1, 1943. Nó được hạ thủy vào ngày 10 tháng 3, 1943; được đỡ đầu bởi bà E. Cabana, vợ góa thủy thủ Cabana, và nhập biên chế vào ngày 9 tháng 7, 1943 dưới quyền chỉ huy của Hạm trưởng, Thiếu tá Hải quân R. L. Bence.

## Lịch sử hoạt động
Sau khi hoàn tất việc chạy thử máy và huấn luyện, Cabana rời Norfolk, Virginia vào ngày 2 tháng 10, 1943 để hướng sang khu vực Mặt trận Thái Bình Dương. Đi đến Trân Châu Cảng vào ngày 26 tháng 10, nó hộ tống các tàu chở dầu phục vụ cho Lực lượng Đặc nhiệm 53 tham gia chiến dịch đổ bộ lên các quần đảo Ellice và Gilbert. Sau khi hộ tống một đoàn tàu vận tải quay trở về San Francisco, nó lại hộ tống một đoàn tàu vận tải khác khởi hành từ Trân Châu Cảng vào ngày 28 tháng 1, 1944 để tham gia chiến dịch chiếm đóng đảo san hô Kwajalein. Nó quay trở về Trân Châu Cảng vào ngày 15 tháng 2 để tiếp tục hộ tống một đoàn tàu chở dầu phục vụ cho chiến dịch tiếp theo nhằm tấn công đổ bộ lên quần đảo Marshall.
Sau đó Cabana tham gia tuần tra trong thành phần một đội đặc nhiệm tìm-diệt tàu ngầm tại khu vực Majuro trong tháng 3 và tháng 4, 1944, rồi quay trở về Trân Châu Cảng để chuẩn bị tham gia chiến dịch quần đảo Mariana. Trong suốt mùa Hè con tàu đã hoạt động hỗ trợ hải pháo, cột mốc canh phòng radar và hộ tống vận tải phục vụ cho hoạt động tác chiến tại Saipan, Guam và Tinian. Nó đi đến Guadalcanal, quần đảo Solomon vào ngày 18 tháng 9 để hộ tống cho lực lượng tấn công lên khu vực phía Nam quần đảo Palau, rồi tiếp tục hộ tống các đoàn tàu vận tải đi đến Ulithi và Peleliu vào giai đoạn kết thúc chiến dịch.
Quay trở về Trân Châu Cảng vào ngày 21 tháng 11 để huấn luyện, Cabana tiếp tục lên đường vào ngày 11 tháng 2, 1945 hộ tống các tàu vận tải tham gia cuộc đổ bộ lên Iwo Jima, và tiếp tuần tra ngoài khơi hòn đảo này từ ngày 7 đến ngày 20 tháng 3; nó quay trở về vùng bờ Tây Hoa Kỳ cho một lượt đại tu. Sau khi hoàn thành việc sửa chữa, nó gia nhập cùng các đơn vị thuộc Đệ Tam hạm đội tại khu vực Ulithi và Guam từ ngày 17 tháng 7, và đã hộ tống cho các đội hỗ trợ tiếp liệu cho đến khi chiến tranh kết thúc. Con tàu đã đi đến vịnh Tokyo vào ngày 20 tháng 9, hộ tống cho các tàu chở dầu tiếp nhiên liệu cho hạm đội làm nhiệm vụ chiếm đóng, rồi phục vụ như tàu quan trắc khí tượng tại Trân Châu Cảng trong một tháng tiếp theo.
Cabana quay trở về Xưởng hải quân Mare Island, California vào ngày 25 tháng 11. Nó được cho xuất biên chế vào ngày 9 tháng 1, 1946, rồi bị bán để tháo dỡ vào ngày 13 tháng 5, 1947.

## Phần thưởng[2]
|  |                                         |  |
|  | Silver star · Bronze star · Bronze star |  |

| Dãi băng Hoạt động Tác chiến (truy tặng) |                                                                         |                                                                         |                                      |
| Huân chương Chiến dịch Hoa Kỳ            | Huân chương Chiến dịch Châu Á-Thái Bình Dương với 7 Ngôi sao Chiến trận | Huân chương Chiến dịch Châu Á-Thái Bình Dương với 7 Ngôi sao Chiến trận | Huân chương Chiến thắng Thế Chiến II |